# Hangcsou–Csangsa nagysebességű vasútvonal
A Hangcsou–Csangsa nagysebességű vasútvonal a kínai vasút nagysebességű vasútvonala, amely Hangcsout, Nancsangot és Csangshát, illetve Csöcsiang, Csianghszi és Hunan tartományi fővárosokat köti össze. Ez a vasútvonal a Sanghaj–Kunming nagysebességű vasútvonal egyik szakaszát képezi, amely a nemzeti vasúthálózat része, a négy fő kelet-nyugati vonal egyikeként.
Teljes hossza 921,426 km. Az építkezés 2009 decemberében kezdődött, és 2014. december 10-én adták át a forgalomnak. A menetidő Hangcsouból Nanchangba 2 óra 14 perc, Hangcsouból Csangshába pedig 3 óra 36 perc.